# Lissonota freyi
Lissonota freyi là một loài tò vò trong họ Ichneumonidae.